# Coming out
Coming out (însemnând literal ieșire afară în limba engleză; uneori abreviat: CO) se referă la procesul de a afirma public și voluntar orientarea sexuală sau identitatea de gen și reprezintă un proces de recunoaștere, acceptare și mărturisire a orientării sexuale sau identității de gen atât față de propria persoană, cât și față de ceilalți. Denumirea de "coming out" face aluzie la sintagma "coming out of the closet" (ieșire din dulap), utilizată în țările anglofone, pe baza unei analogii între asumarea orientării sexuale și părăsirea metaforică a unei ascunzători. A fi "out" înseamnă a fi deschis și pregătit să vorbești în exterior despre orientare și/sau identitate, în timp ce a rămâne "in the closet" înseamnă a păstra secretul legat de acestea. CO este un proces foarte anevoios și complex (în care au loc transformări cognitive și afective); reprezintă o experiență individuală, personală, întinsă pe tot parcursul vieții.
Din cauza discriminării împotriva persoanelor LGBT, procesul de coming out este deseori dificil și durează un timp îndelungat. O persoană poate fi "out" pentru o serie de persoane, precum familia și prietenii apropiați, dar să rămână "in the closet" pentru altele, precum colegii de muncă.
Unic în esența sa ca fenomen, procesul de coming out nu are un corespondent "heterosexual". Nu este reglat de un calendar normativ, în sensul în care se poate produce oricând, doar în anumite circumstanțe ori deloc; poate fi spontan, îndelung pregătit sau va dura o viață întreagă; este diferit în funcție de cei care și-l asumă ca pe o necesitate psihică de ordinul adevărului interior, fără un raport cu interesele imediate ale acestor persoane.
De când a luat amploare mișcarea pentru apărarea drepturilor LGBT, tot mai multe persoane trec prin acest proces, alegând să își declare public orientarea sexuală sau identitatea de gen. Acest proces reprezintă un demers sănătos din punct de vedere psihologic, fiindcă reduce presiunea resimțită de individ în a-și ascunde identitatea reală. De asemenea, coming out-ul este perceput de comunitatea LGBT ca un proces benefic de sporire a vizibilității persoanelor lesbiene, gay, bisexuale și transgender, și de reducere a marginalizării și a discriminării acestei comunități. Din această cauză sunt organizate în diverse orașe și țări campanii anuale de coming out. Cel mai cunoscut dintre aceste evenimente este National Coming Out Day (Ziua Națională a Coming Out-ului), sărbătorită pe 11 octombrie, inițial în Statele Unite, însă astăzi este celebrată în toate colțurile lumii.

## Forme ale coming out-ului
Au fost elaborate numeroase modele ale procesului de coming out, de către psihologi. Aparent diferite între ele, toate surprind, în esență, aceeași procesualitate. Coming out-ul este diferit pentru fiecare persoană în parte, depinzând de factori personali, familiali și sociali, dar implică, cel mai adesea, două stadii succesive. Inițial, este necesar ca persoana să își descopere orientarea sexuală sau identitatea de gen, să o recunoască și să o accepte față de sine însăși. Acest prim stadiu poartă denumirea (relativ paradoxală la nivel semantic) de "coming out interior".
Abia după încheierea acestui proces de autoasumare și autocunoaștere, identitatea poate fi împărtășită cu cei din jur și afirmată în mod public. Este vorba de "coming out-ul exterior". Destăinuirea orientării sexuale are loc gradual, pe măsură ce individul capătă mai multă încredere în sine însăși și în cei din jur. Adesea, primele persoane cărora le este dezvăluită identitatea LGBTQ sunt prietenii apropiați sau frații/surorile, persoane de aceeași vârstă, pe al căror sprijin emoțional se poate conta. Coming out-ul față de părinți are de multe ori o puternică încărcătură emoțională, mai ales în cazul adolescenților și a celor care depind financiar de părinți și care se tem de posibile repercusiuni.
De multe ori, în special în comunități mai conservatoare, CO exterior este întâmpinat de reacții negative din partea celorlalți, cum ar fi: surprindere, furie, supărare, agresivitate verbală și fizică, respingere, abordarea subiectului din punct de vedere religios, precum și sugestii de tratament (psihologic și psihiatric). Aceste reacții pot avea consecințe grave la nivel emoțional pentru individ.

## Coming out-ul în statistici
Într-o măsură determinantă, coming out-ul este îndeobște o problemă a tinerilor. Numeroase studii efectuate de câteva universități nord-americane arată că momentul la care tinerii gay și-au identificat orientarea sexuală se situează la vârsta de 13 ani. Până la vârsta de 19 ani, 84% dintre bărbați își cunoșteau orientarea sexuală, în comparație cu procentul de 64% înregistrat în cazul tinerelor lesbiene. Diferența sexuală este percepută cel mai adesea înainte de consumarea celui dintâi contact homoerotic, în termenii unei atracții emoționale și afective față de persoane aparținând aceluiași sex. Un număr de tineri gay își conștientizează diferența abia după întreținerea unor contacte heterosexuale, când realizează că ele nu răspund nevoilor lor celor mai adânci. Aceste experiențe îi vor conduce la asumpția că sunt bisexuali ori chiar heterosexuali, autopercepția de acest tip fiind mai comună lesbienelor decât homosexualilor bărbați. Confuzia orientării sexuale determină "numeroși adolescenți să se descrie ca heterosexuali până când le va fi evident contrariul; adolescenții predominant homosexuali sunt nesiguri în a se repera pe ei înșiși drept heterosexuali, homosexuali ori bisexuali".